# 新疆黄堇
新疆黄堇（学名：Corydalis gortschakovii）为罂粟科紫堇属下的一个种。

## 扩展阅读
- 維基物種上的相關：新疆黄堇